# 鴨神社 (高槻市)

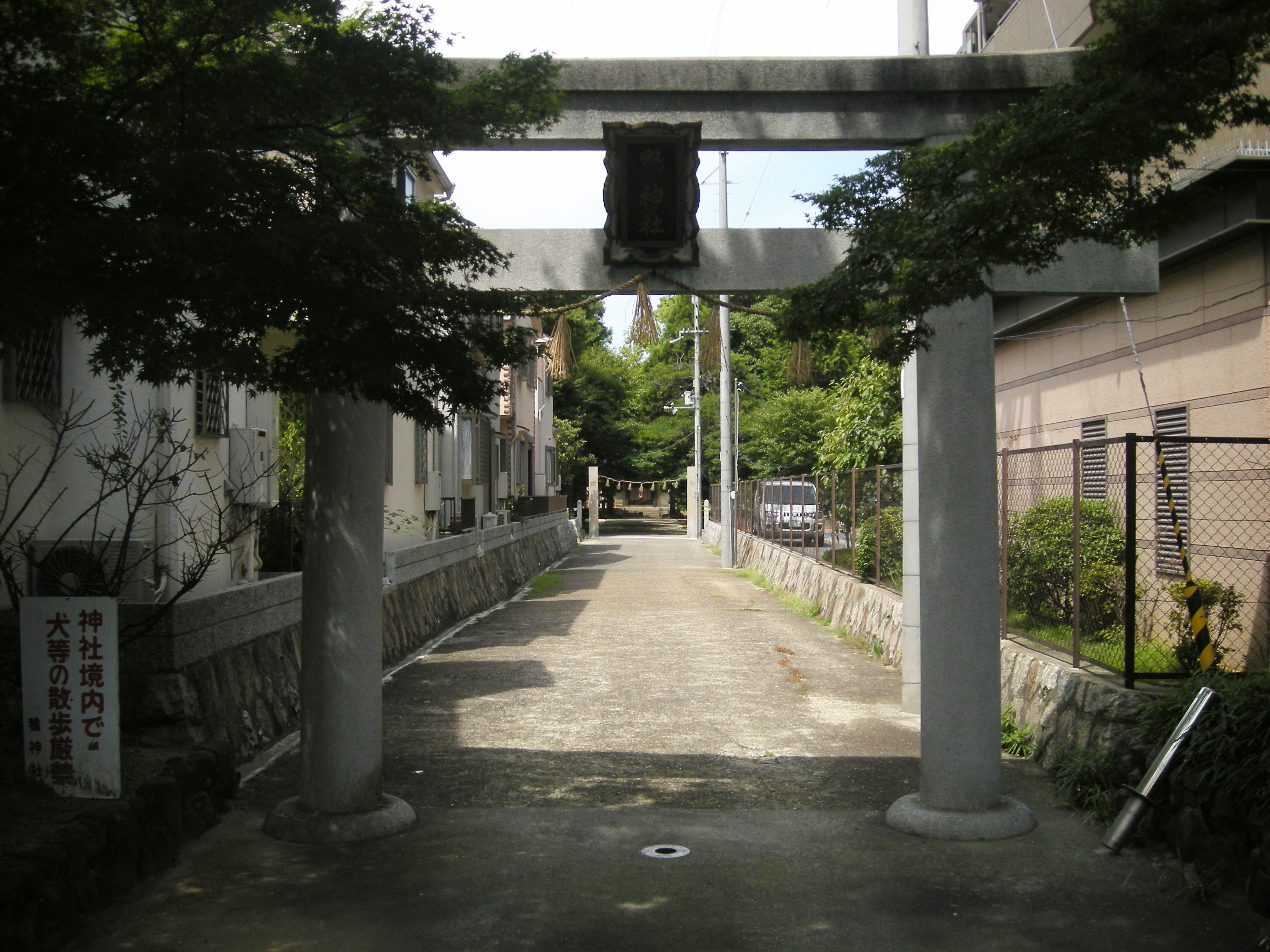
鳥居

鴨神社（かもじんじゃ）は、大阪府高槻市にある神社。式内社論社で、旧社格は村社。

## 祭神
現在の祭神は以下の通り。
- 大山積命 （おおやまづみのみこと）
- 伊弉諾尊 （いざなぎのみこと）
- 伊弉冉尊 （いざなみのみこと）
- 鴨御祖大神 （かものみおやおおかみ）

祭神について『神社明細帳』等の諸書では大山積神とされるが、後述のように当社を式内社・三島鴨神社とみる説では、祭神は鴨氏の祖神とみられる。また、当地は三島県主が勢力を持っていた所であることから、その祖神を祭神とみる説もある。なお『新撰姓氏録』では、三島県主後裔の三島宿禰（右京神別）と賀茂県主（山城国神別）は同じ祖先と伝えている。

## 歴史

### 創建
創建は不詳。社伝では、先住の鴨氏一族が創祀し、のち渡来系の三島一族が勢力を伸ばしたため、後述の「三島鴨神社」とも称されたとする。

### 概史
平安時代中期の『延喜式神名帳』には式内社として「摂津国島下郡 三島鴨神社」の記載がある。天坊幸彦が「三島郡の史跡と名勝」で、『大阪府神社明細帳』に「旧記も無御座候へども先前より申伝祭神大山祇命鎮座地所は故島下郡ト称シ（該村往古ハ島下郡ナリ徳川氏ノ代島上郡ヘ編入ノ由申伝）・・・三島鴨トモ俗ニ五位鴨社トモ又三島神トモ申伝来候云々」とあることから、延喜式の三島鴨神社はこの鴨神社であると指摘して以来、当社はその論社の1つとなっている。
式内社の他の論社としては三島江に三島鴨神社がある。三島鴨神社は島上郡の位置にあたることから、郡域としては当社が有力視される。一方で、『伊予国風土記』逸文では大山積神が「津国の御島」から伊予に移ったと記すが、神の別称として「和多志（渡し）の神」と記すことから、河川から離れた鴨神社はこれに当たらないという指摘もある。いずれにしても、現在も特定には至っていない。
平安時代末期には、後白河天皇中宮・建春門院が「三島神」に皇子誕生の祈願をしたと伝わる。その結果のちの高倉天皇が誕生し、これを祝して京都五条坂に三島神社が創建されたという。ただし院の参詣先は「三島神」であり、これについても三島江の三島鴨神社とみる説がある。
明治5年（1872年）、近代社格制度において村社に列した。昭和46年（1971年）、本殿・拝殿が新築された。

### 神階
- 元慶8年（884年）12月21日、正六位上から従五位下 （『日本三代実録』） - 表記は「三島神」。ただし三島鴨神社とする説もある。

## 境内

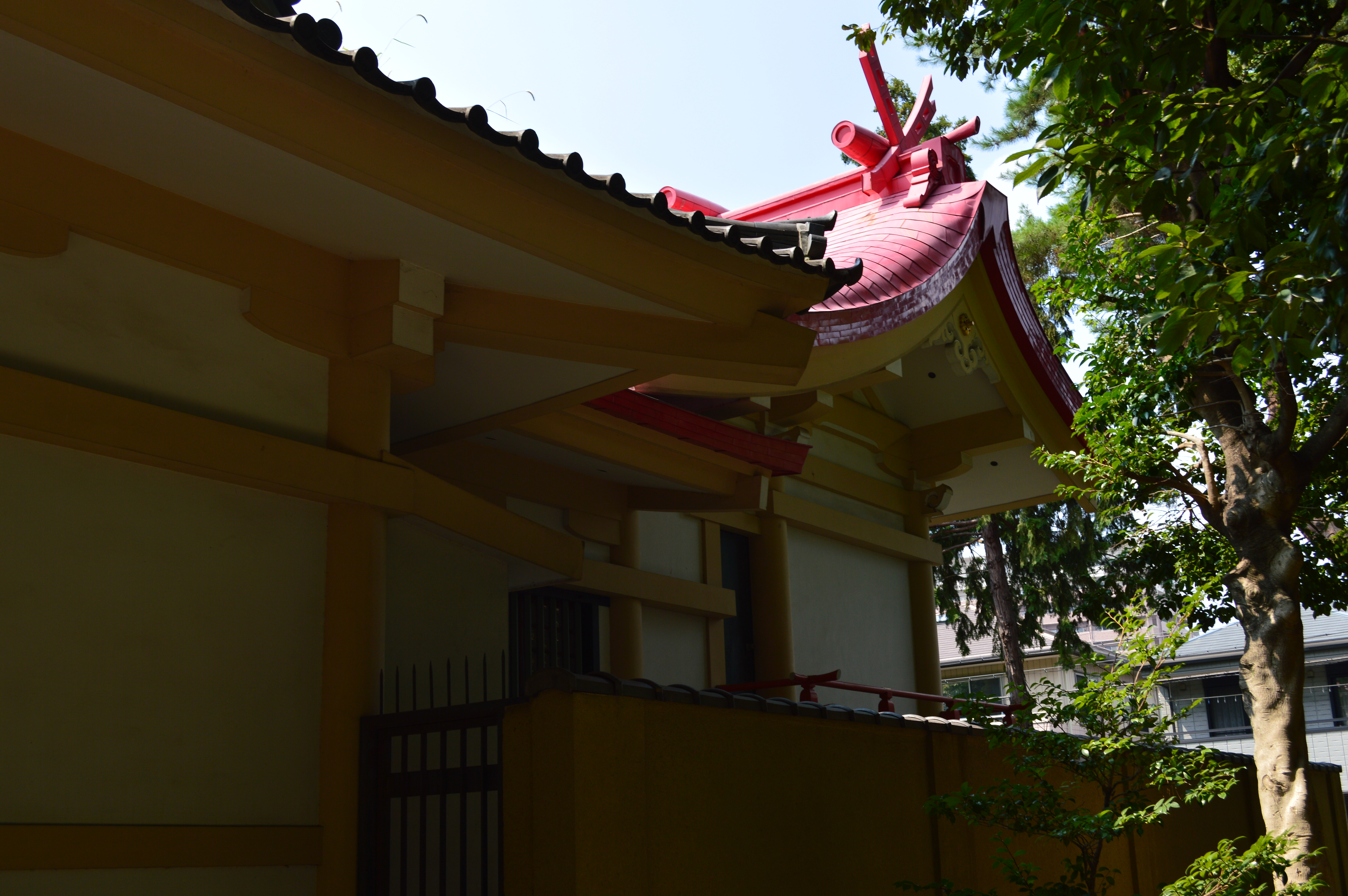
本殿
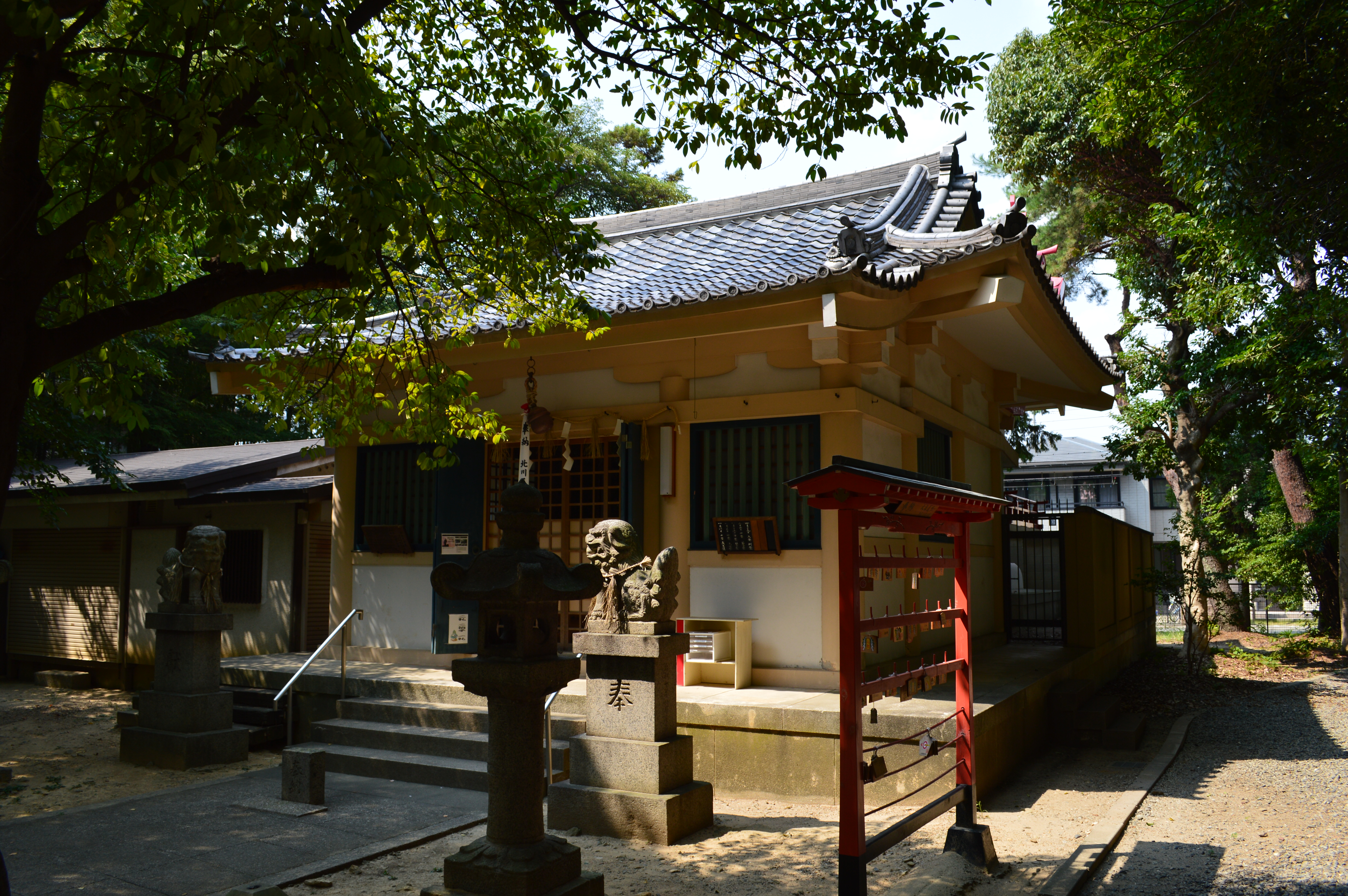
拝殿
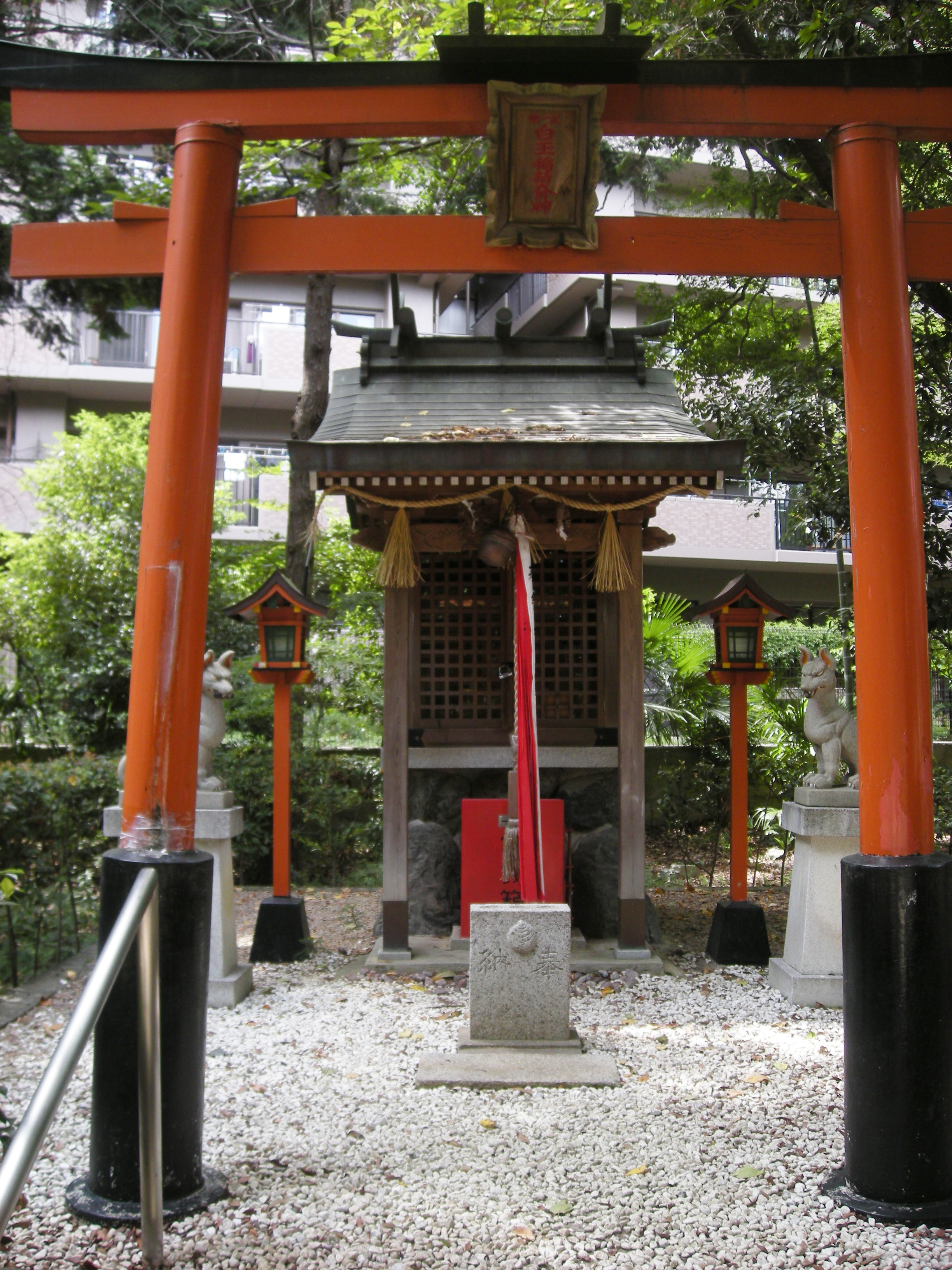
稲荷神社

## 現地情報
所在地
- 大阪府高槻市赤大路町42-3

交通アクセス
- 最寄駅：JR西日本京都線 摂津富田駅 （西北へ徒歩13分）